# Intuitive Machines Mission 1
Intuitive Machines Mission 1 (IM-1 «Одиссей») — американская лунная миссия по доставке посадочного модуля Nova-C на поверхность Луны. Запущена 15 февраля 2024 года.
Посадка состоялась 22 февраля 2024 года в 23:23 GMT близ кратера Малаперт в районе южного полюса Луны.
Стоимость миссии составила 118 млн долларов. Миссия осуществлялась в рамках программы CLPS.

## Подготовка к полёту
5 февраля 2024 завершилась установка посадочного модуля в головной обтекатель.
12 февраля 2024 завершилась серия испытаний по заправке топливом.
14 февраля 2024 запуск перенесли на 15 февраля в связи с проблемой заправки космического корабля топливом.

## Ход миссии

### Полёт
15 февраля 2024 года в 6:05 UTC миссия была запущена ракетой-носителем Falcon-9.
15 февраля 2024 года в 6:53 UTC корабль отсоединился от ракеты-носителя.
15 февраля 2024 года около 14 UTC успешно введён в эксплуатацию.
15 февраля 2024 года возникли некоторые проблемы с системой навигации, основанной на расположении относительно звёзд, и чрезмерным вращением модуля, но в целом компания оценивает состояние корабля как отличное, а эти проблемы не представляют угрозу для успешности миссии.
16 февраля 2024 года в связи с изменениями во времени охлаждения двигателя был изменён график проведения манёвров, компания продолжает утверждать, что аппарат находится в отличном состоянии. Миссия передала первые снимки из космоса.
18 февраля 2024 года продолжается подготовка к манёврам по выходу на орбиту Луны 21 февраля и прилунению 22 февраля.
21 февраля 2024 года после 408-секундного включения двигателя успешно вышел на окололунную орбиту высотой 92 км. На пути к посадке Одиссей сфотографировал и передал на Землю изображения кратера Белькович К на обратной стороне Луны и кратера Шомбергер.

### Посадка и работа на поверхности
22 февраля 2024 года в 23:23 UTC посадочный модуль миссии совершил посадку в 300 км от Южного полюса Луны. Модуль совершил лишний виток вокруг Луны из-за проблем с лазерными дальномерами, из-за чего пришлось включить доплеровский измеритель высоты. По сообщению разработчика, при посадке модуль завалился на бок, что может ограничить действие научной аппаратуры. По мнению разработчиков, модуль сохранит работоспособность в течение 9 или 10 дней, то есть до того момента, как Солнце перестанет освещать место посадки.
26 февраля 2024 года после публикаций первых изображений сделанных космическим аппаратом, компания сообщила о вероятном окончании связи с аппаратом к утру 27 февраля, так как солнечные панели окажутся в тени. Орбитальный лунный зонд НАСА Lunar Reconnaissance Orbiter (LRO) с высоты 80 км сфотографировал место посадки модуля IM-1 «Одиссей» на поверхности Луны в точке с координатами координатами 80,13 градусов южной широты и 1,44 градуса восточной долготы.
28 февраля 2024 года на пресс-конференции представители НАСА и Intuitive Machines признали миссию успешной и заявили о том, что смогли получить данные от всех пяти активных полезных нагрузок, так же на брифинге компания заявила что не исключает возможность возобновления работы после лунной ночи.
29 февраля 2024 года диспетчеры передали инструкции для аппарата на случай, если «Одиссей» проснётся после лунной ночи.

## Полезная нагрузка
Планировалось, что непосредственно перед приземлением, примерно на высоте 30 м (98 футов) над поверхностью Луны, «Одиссей» выбросит CubeSat, оборудованный камерой EagleCam, который упадёт на поверхность Луны рядом с посадочным модулем. С поверхности Луны EagleCam должен был попытаться сделать первые снимки высадки на Луну от третьего лица и, используя Wi-Fi-соединение с посадочным модулем «Одиссей», передать через него изображения на Землю. Из-за сложностей с внутренней навигационной системой «Одиссея», в частности, связанных с исправлением программного обеспечения навигационных данных, включающим полезную нагрузку НАСА NDL (Навигационный доплеровский лидар), предназначенную для обеспечения мягкой посадки, было принято решение отключить EagleCam во время посадки. Тем не менее, команды Intuitive Machines и EagleCam по-прежнему планируют развернуть EagleCam и делать снимки посадочного модуля на поверхности Луны по мере продолжения миссии. 28 февраля EagleCam был успешно развёрнут и прилунился в 4 метрах от основного аппарата, однако какие-либо изображения передать не смог.
| Название               | Описание | Агентство или Организация |
| ---------------------- | --- | ------------------------- |
| ROLSES                 | Прибор для исследования радиоволн на Луне. | НАСА                      |
| LRA                    | Лазерная система навигации для посадочного модуля. | НАСА                      |
| NDL                    | Радар, предназначенный для выполнения мягкой посадки. | НАСА                      |
| SCALPSS                | Камера для исследования движения лунных частиц во время посадки.                                                                                         | НАСА                      |
| LN-1                   | Прибор для ориентирования относительно других окололунных аппаратов.                                                                                     | НАСА                      |
| RFMG                   | Технология для определения точного количества топлива.                                                                                                   | НАСА                      |
| COLUMBIA SPORTSWEAR    | Тестирование теплоотражающнго материала. | Columbia Sportswear       |
| EagleCam               | Камера для съёмки посадки космического аппарата. Планировалось, что во время посадки камера отделится от модуля и будет вести съёмку посадки со стороны. | Embry–Riddle              |
| ILO-X                  | Международный лунный телескоп, состоящий из двух малых камер.                                                                                            | ILOA                      |
| LUNAPRISE              | Цифровой архив для создания резервной копии знаний человечества.                                                                                         | Galactic Legacy Labs      |
| LONESTAR DATA HOLDINGS | Мощности для обработки информации. | Lonestar                  |

## Галерея
Анимация полёта IM-1